# Phaos interfixa
Phaos interfixa là một loài bướm đêm thuộc phân họ Arctiinae, họ Erebidae.